# 中華西路 (臺南市)
中華西路為臺灣臺南市的西側南北向主要道路，屬於台17線的一部份。南起南區濱南路，北至中西區中華北路與和緯路口，全長約5.1公里，臺南市道路編號13，與中華北路、中華東路、中華南路以及永康區中華路構成臺南市外環道、路寬30公尺。
在中華西路其他路段尚未開闢前，最先開闢的健康路以南，位於安平工業區之路段原名光州路，做為台南市與韓國光州市締結為姐妹市之紀念（光州市亦設有對應的台南大路）。健康路以北路段開闢通車後，配合整個外環道路系統之名稱改名為中華西路，光州路之名稱則移至億載金城前之道路使用。

## 現況
本路原本設計為臺南市外環道路，隨著時間遞移，原本屬於郊區的五期重劃區漸發展成為市區一部分。因而外環道路變成市區、外環兩用道路，使得流量已不堪負荷，每到上、下班的時段，或連續假日湧入大量車潮時，民生路口至健康路口一帶即造成交通堵塞，尤其以轉市區最方便的民生路附近最為嚴重，也是進入五期新市區、安平文化園區的要道之一。

### 拓寬
過去曾提議新闢高架橋以紓解過境流量，卻因寬度不足無法辦理。後來建議開闢替代道路，卻因所需經費太大，不符合成本效益，改以將道路拓寬的方案，但部分地主仍有異議。最後，在兼顧交通整體考量及人民陳情意見下，台南市政府決定中華西路維持原計畫寬度30公尺，不予拓寬。

## 行經行政區域
（由南至北）
- 南區
- 安平區
- 中西區

## 沿途地標及設施
（由南向北）
| - 一段： - 安工二號橋 - 開南公園 - 誠品生活台南店 - 臺灣中油安平工業區站 - 安平工業區服務中心 - 明和公園 - 臺南市立新興國民中學 - 台南市公共自行車-YouBike2.0新興國中 - 台塑石油中華太子站 - 黑橋牌香腸博物館 - 安工四號橋 - 瀨口公園 - 台南市公共自行車-YouBike2.0瀨口公園 | - 二段： - 臺灣土地銀行安平分行 - 臺灣中油中華西路南站 - 家樂福安平店 - 台南市公共自行車-YouBike2.0臺南市議會 - 臺南市議會永華議事廳 - 永華國民運動中心 - 正生公園 - 正生公園地下停車場 - 台南市公共自行車-YouBike2.0正生公園 - 台南市兒福中心兒童館 - 臺南市政府永華行政中心 - 國立臺南生活美學館 - 陽信銀行西華分行 - 停二停車場 - 台南運河 - 臨安橋 - 中西區入口意象公園 - 宜得利家居台南頂美店 - 寶雅生活館台南和緯店 |

## 分段
- 一段：北起安工二號橋，南至中華南路二段、清水路分段點與濱南路相接。
- 二段：北起和緯路四段、五段分段點與中華北路相接，南至安工二號橋。

## 本路段客運
- 市區公車[3]

| 編號 | 路線                                                            | 本路段公車站                   |
| ---- | --------------------------------------------------------------- | ------------------------------ |
| 70左 | 永華市政中心（府前路）－永華市政中心（府前路） （逆時針循環線） | 文南里 中華西路二段－停2停車場 |
| 70右 | 永華市政中心（府前路）－永華市政中心（府前路） （順時針循環線） | 停2停車場－中華西路二段 文南里 |

- 幹支線公車[3]

| 編號   | 路線                                     | 本路段公車站                      |
| ------ | ---------------------------------------- | --------------------------------- |
| 藍幹線 | 安平工業區－西港－佳里                   | 香腸博物館－文南里 家樂福（返程） |
| 藍23   | 安平工業區－海尾－九塊厝                 | 香腸博物館－文南里 家樂福（返程） |
| 紅幹線 | 安平工業區－仁德－歸仁－關廟轉運站／龍崎 | 開南公園                          |